# Williametta Saydee-Tarr
Pour les articles homonymes, voir Tarr (homonymie).
Williametta Saydee-Tarr, née le 30 mai 1977, est une femme politique et une ministre du Libéria.

## Biographie
Née en 1977, elle effectue des études supérieures en communication politique puis en gestion des affaires, à l'Université du Minnesota à Duluth, à l'Université Saint Thomas à St. Paul, MN et au Minneapolis Community and Technical College, à Minneapolis.
La suite de son parcours est effectuée dans le secteur bancaire puis dans les ONG. Elle devient notamment directrice exécutive de la Fondation pour la paix en Afrique de Leymah Gbowee (Gbowee’s Peace Foundation Africa ou GPFA).  Elle coordonne notamment la collecte des fonds et les actions pour favoriser l'égalité et l'équité entre les sexes, et l’éucation des jeunes femmes au Libéria, ou pour mettre en sécurité les communautés locales  pendant l’épidemie Ebola en Afrique de l’Ouest.
En janvier 2018, elle devient ministre du genre, de l’enfance et de la protection sociale, dans le gouvernement constitué par le nouveau président du Liberia, George Weah. Elle est la seule femme promue ministre au sein du cabinet Weah, même si plusieurs femmes sont nommées secrétaires d’Etat ou assistantes de ministres. En mars 2021, l'ambassade des États-Unis la félicite pour son travail contre les violences sexuelles et sexistes au Libéria, citant des exemples tels que la feuille de route anti-SGBV 2020-2022 (SGBV :sexual and gender-based violence SGBV) du gouvernement et sa conférence nationale d'appel à l'action de 2020. En 2024, Williametta Saydee-Tarr quitte son poste de ministre après l'éviction de Weah lors des élections générales libériennes de 2023, et la Commission anticorruption du Liberia l'accuse de ne pas avoir déclaré ses biens.